# کنفرانس گفتگوی ملی سوریه
کنفرانس گفتگوی ملی سوریه (عربی: مؤتمر الحوار الوطني السوري‎)، گفتگویی برای تشکیل دولت انتقالی بود که در کاخ ریاست‌جمهوری سوریه در دمشق در ۲۴ تا ۲۵ فوریه ۲۰۲۵، به عنوان بخشی از فرایند تشکیل دومین دولت انتقالی سوریه برگزار شد و هدف آن ایجاد مسیری برای وحدت ملی پس از سقوط رژیم اسد، با تمرکز بر عدالت در دولت انتقالی، اصلاحات قانون اساسی و نهادی، آزادی‌ها، جامعه مدنی و اصول اقتصادی بود. قبل از کنفرانس، اسرائیل، حملات هوایی به دمشق و جنوب سوریه انجام داد. در پاسخ، این کنفرانس، خواستار خروج فوری و بدون قید و شرط اسرائیل از سوریه شد و مخالفت نخست‌وزیر اسرائیل، بنیامین نتانیاهو، با حضور نظامی سوریه در جنوب را رد کرد. احمد الشرع، پس از خدمت به عنوان رهبر دفاکتو پس از سقوط رژیم اسد، در ۲۹ ژانویه ۲۰۲۵ به عنوان رئیس‌جمهور سوریه، منصوب شد. پس از انتصاب، وی برنامه‌هایی را برای برگزاری «کنفرانس گفتگوی ملی» و صدور «اعلامیه قانون اساسی» به عنوان چارچوب قانونی برای انتقال سیاسی پس از لغو قانون اساسی ۲۰۱۲ سوریه بعثی اعلام کرد.

## پیش‌زمینه
در ۸ دسامبر ۲۰۲۴، رژیم اسد در جریان یک حمله بزرگ توسط نیروهای مخالف، سقوط کرد. تصرف دمشق، پایان حکومت خانواده اسد را رقم زد که از زمان به قدرت رسیدن حافظ اسد در سال ۱۹۷۱ پس از یک کودتا، به عنوان یک رژیم موروثی فرقه‌ای تمامیت‌خواه بر سوریه حکومت می‌کرد. با نزدیک شدن گروهی از ائتلاف شورشیان به دمشق، گزارش‌ها حاکی از آن بود که بشار اسد با هواپیما از پایتخت، به روسیه گریخته است، جایی که به خانواده تبعیدی خود پیوست و توسط دولت روسیه، پناهندگی سیاسی دریافت کرد. پس از خروج او، نیروهای مخالف، پیروزی خود را در تلویزیون دولتی اعلام کردند. در همان زمان، وزارت امور خارجه روسیه، استعفا و خروج اسد از سوریه را تأیید کرد.
احمد الشرع، پس از خدمت به عنوان رهبر دفاکتو پس از سقوط رژیم اسد در ۲۹ ژانویه ۲۰۲۵، توسط فرماندهی کل سوریه به عنوان رئیس‌جمهور، منصوب شد. پس از انتصاب به عنوان رئیس‌جمهور، الشرع در نخستین سخنرانی خود در ۳۱ ژانویه ۲۰۲۵ اعلام کرد که «کنفرانس گفتگوی ملی» برگزار می‌کند و «اعلامیه قانون اساسی» را به عنوان «مرجع قانونی» در طول انتقال سیاسی پس از انحلال قانون اساسی دوران بعثی صادر می‌کند.
در ۲۳ فوریه ۲۰۲۵، نخست‌وزیر اسرائیل، بنیامین نتانیاهو، خواستار غیرنظامی‌سازی کامل جنوب سوریه در استان‌های قنیطره، درعا و سویدا و خروج نیروهای سوری از خاک سوریه در جنوب دمشق شد. چند ساعت بعد، اسرائیل موجی از حملات هوایی را در دمشق و جنوب سوریه انجام داد.

## اعضا
هفت عضو «کمیته مقدماتی» عبارتند از: حسن الدغیم، ماهر علوش، محمد مستت، یوسف الحجر، مصطفی الموسی، هند کباوات و هدی الاتاسی.

## نتایج
در طول کنفرانس گفتگوی ملی سوریه، نمایندگان در گروه‌های کاری سازماندهی شدند تا در مورد مسائل کلیدی، از جمله قانون اساسی، آزادی‌ها، اقتصاد و جامعه مدنی، بحث کنند. حدود ۶۰۰ نماینده از سراسر سوریه به این رویداد در کاخ ریاست‌جمهوری در دمشق دعوت شدند. نمایندگان نیروهای دموکراتیک سوریه به این کنفرانس دعوت نشدند، اما برگزارکنندگان اعلام کردند که جامعه کرد، همچنان حضور دارد. الشرع، در سخنرانی افتتاحیه خود بر وحدت و همکاری تأکید کرد و از حمایت از سوریه در غلبه بر سختی‌هایش خواست. وی ابراز اطمینان کرد که دیگران کشور را رها نخواهند کرد و برنامه‌هایی را برای ایجاد کمیته عدالت انتقالی اعلام کرد. وی همچنین بر ضرورت ادغام گروه‌های مسلح در ارتش و حفظ انحصار سلاح توسط دولت تأکید کرد.
هدی الاتاسی، عضو کمیته مقدماتی، اظهار داشت که پیش‌نویس قانون اساسی، یک اعلامیه قانون اساسی موقت و یک شورای قانونگذاری برای شکل‌دادن به آینده کشور، تضمین توزیع متوازن قدرت، عدالت، آزادی‌ها، برابری و یک پایه قانونی و نهادی قوی را پیشنهاد می‌کند.
این کنفرانس، خواستار خروج فوری و بدون قید و شرط نیروهای اسرائیلی از سوریه شد و موضع نخست‌وزیر اسرائیل، بنیامین نتانیاهو، در مخالفت با حضور نیروهای مسلح سوریه در جنوب را رد کرد. همچنین وحدت و حاکمیت سوریه را مورد تأیید مجدد قرار داد و قاطعانه با هرگونه تلاش برای تقسیم، تجزیه یا امتیازات سرزمینی، مخالفت کرد.
در ۲۴ فوریه ۲۰۲۵، اتحادیه اروپا از لغو چندین تحریم دوران اسد علیه سوریه برای حمایت از بهبود اقتصادی و تلاش‌های بازسازی، خبر داد؛ تصمیمی که مورد استقبال اسعد شیبانی، وزیر امور خارجه سوریه قرار گرفت که همچنین در سخنرانی خود در کنفرانس گفتگوی ملی، از تحریم‌های بین‌المللی باقی‌مانده انتقاد کرد.

## واکنش‌ها
شورای ملی کرد در سوریه این کنفرانس را مایه ننگ و نقض حق اساسی مردم کرد برای وحدت ملی در سوریه دانست.
مجد عزت چورباجی، فعال سوری که در کمیته اقتصاد شرکت کرد، این کنفرانس را به عنوان یک کنفرانس خوب توصیف کرد، اما خاطرنشان کرد که زمان محدود، به شرکت‌کنندگان اجازه داد فقط یک بار صحبت کنند.
بحرین از کنفرانس گفتگوی ملی سوریه استقبال کرد و آن را گامی کلیدی در جهت ساختن یک کشور سوری بر اساس شهروندی، حاکمیت قانون و نهادهای قانون اساسی قوی خواند.
عمان از کنفرانس گفتگوی ملی سوریه استقبال کرد و حمایت خود را از هدف آن برای متحد کردن همه جناح‌های سیاسی مورد تأیید مجدد قرار داد.
عربستان سعودی نیز از کنفرانس گفتگوی ملی سوریه استقبال کرد و ابراز امیدواری کرد که از اهداف مردم سوریه حمایت کند و وحدت ملی را تقویت کند.
امارات متحده عربی همچنین از کنفرانس گفتگوی ملی سوریه استقبال کرد و حمایت خود را از تلاش‌ها برای ارتقای صلح، توسعه و رفاه در سوریه مورد تأیید مجدد قرار داد.